# Janez Bricelj
Janez Bricelj, slovenski montažer, * 12. avgust 1953, Ljubljana, Slovenija.

## Življenje in delo
Janez Bricelj se je rodil 12. avgusta 1953 v Ljubljani. Obiskoval je srednjo šolo za oblikovanje in fotografijo. V Beogradu je študiral na filmski akademiji. Kot montažer dela pri Viba filmu, kjer je sodeloval pri več filmih in dokumentarcih, kot so Poletje v školjki 2, Petelinji zajtrk, Piran - Pirano in drugi.